# Kladari (Bośnia i Hercegowina)
Kladari (cyr. Кладари) – wieś w Bośni i Hercegowinie, w Republice Serbskiej, w mieście Doboj. W 2013 roku liczyła 520 mieszkańców.